# Gereformeerde kerk ('s Gravenmoer)
De gereformeerde kerk is een kerkgebouw in 's Gravenmoer in de gemeente Dongen in de Nederlandse provincie Noord-Brabant. Het kerkgebouw staat aan de Vaartweg 28 en is achter de pastorie gebouwd.

## Geschiedenis
In 1888 werd het kerkgebouw in gebruik genomen.
In de Tweede Wereldoorlog werd het gebouw beschadigd als gevolg van de inslag van een V2-raket. Na de oorlog werd het kerkje weer opgebouwd.

## Opbouw
Het neogotische kerkgebouw is een zaalkerkje en bestaat uit een eenbeukig schip met vier traveeën en driezijdige sluiting. Het kerkgebouw wordt gedekt door een zadeldak met op de nok een dakruiter. De gevels zijn voorzien van spitsboogvensters en halfhoge steunberen.